# Direito à cidade

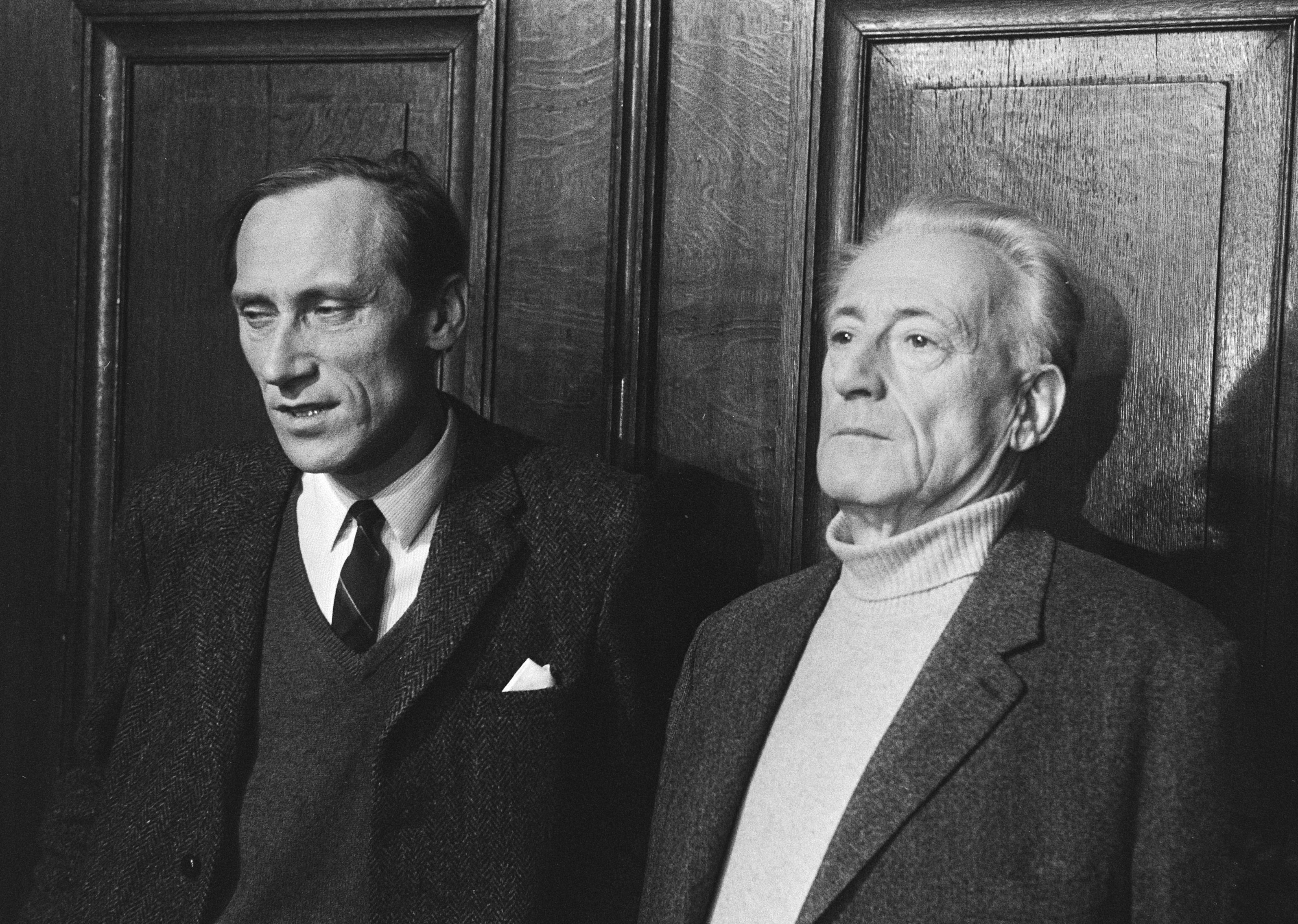
Leszek Kolakowski e Henri Lefebvre em 1971.

O direito à cidade é uma ideia e slogan que foi primeiramente proposto por Henri Lefebvre em seu livro de 1968 Le Droit à la ville. Lefebvre resume as ideias como uma "demanda...[por] um acesso renovado e transformado à vida urbana". David Harvey descreveu-o desta forma:
 O direito à cidade é muito mais que a liberdade individual para acessar os recursos urbanos: é o direito de mudar a si mesmos por mudar a cidade. É, sobretudo, um direito coletivo, ao invés de individual, pois esta transformação inevitavelmente depende do exercício de um poder coletivo para dar nova forma ao processo de urbanização. O direito a fazer e refazer nossas cidades e nós mesmos é, como quero argumentar, um dos mais preciosos, e ainda assim mais negligenciados, de nossos direitos humanos.
Um número de movimentos populares, como o movimento de moradores de barracos Abahlali baseMjondolo na África do Sul, a Right to the City Alliance nos Estados Unidos da América, Recht auf Stadt, uma rede de squatters, inquilinos e artistas em Hamburgo, e vários movimentos na Ásia e América Latina incorporaram a ideia do direito á cidade em suas lutas.

## No Brasil
No Brasil o Estatuto da Cidade (2001) escreveu o Direito à Cidade na lei federal.
O Direito à Cidade vem sendo discutido no Brasil por diversas organizações, instituições e movimentos sociais, por meio da Rede Social Brasileira por Cidades Justas, Democráticas e Sustentáveis, da qual fazem parte a Rede Nossa São Paulo, o Movimento Nossa Brasília, o Instituto de Estudos Socioeconômicos (Inesc), o Instituto Nossa Ilhéus  e outros. Essas instituições entendem que as cidades, para serem vivas e democráticas, precisam oferecer mobilidade urbana de qualidade para seus cidadãos e cidadãs, e também incentivá-las a ocupar os espaços públicos, trocando ideias e experiências de como construir uma cidade mais justa, democrática e cidadã, promovendo o debate sobre temas diversos como sustentabilidade, democracia, direitos, igualdade, raça, gênero, mobilidade, agricultura urbana e gestão solidária de resíduos sólidos.